# Stalgėnai

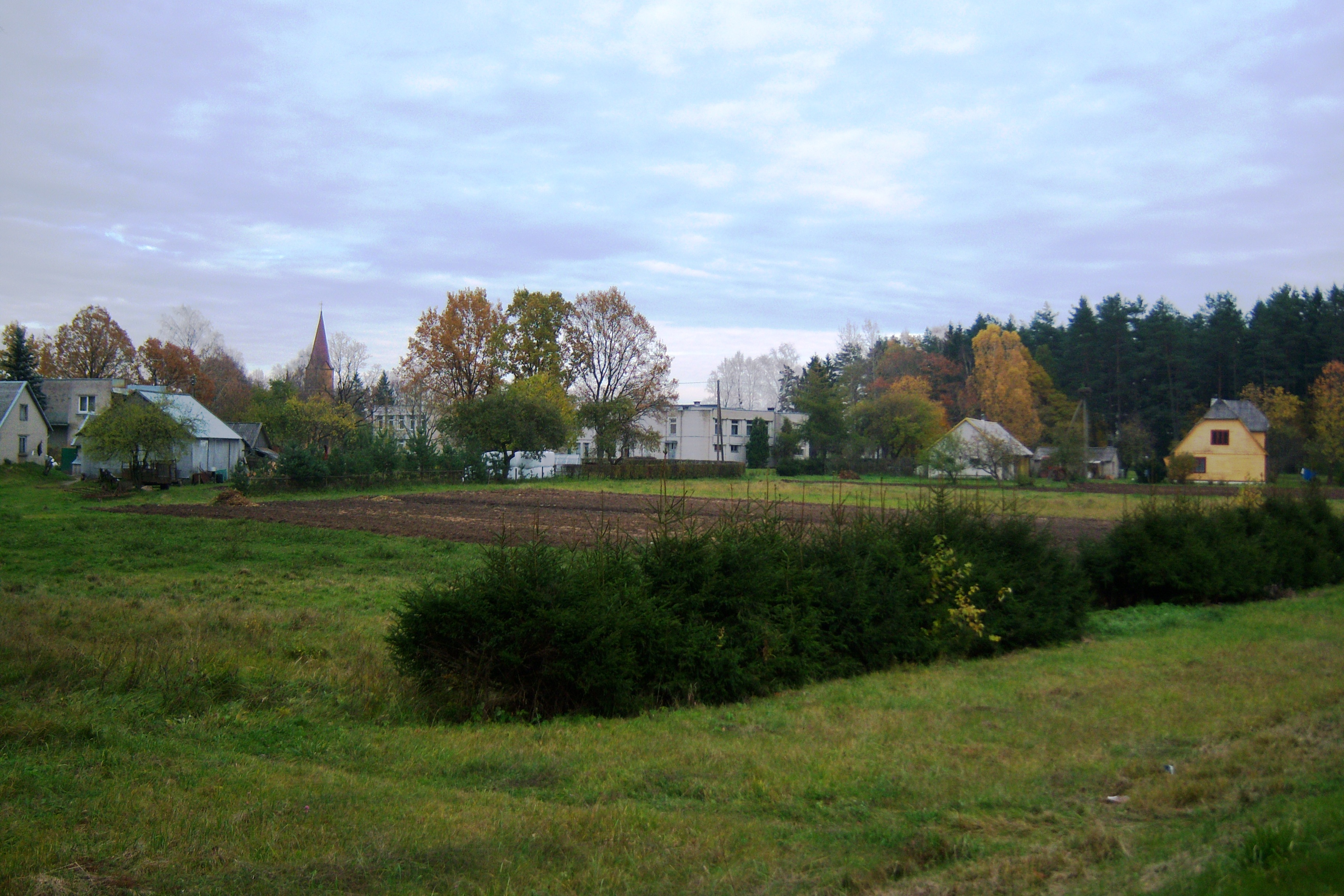

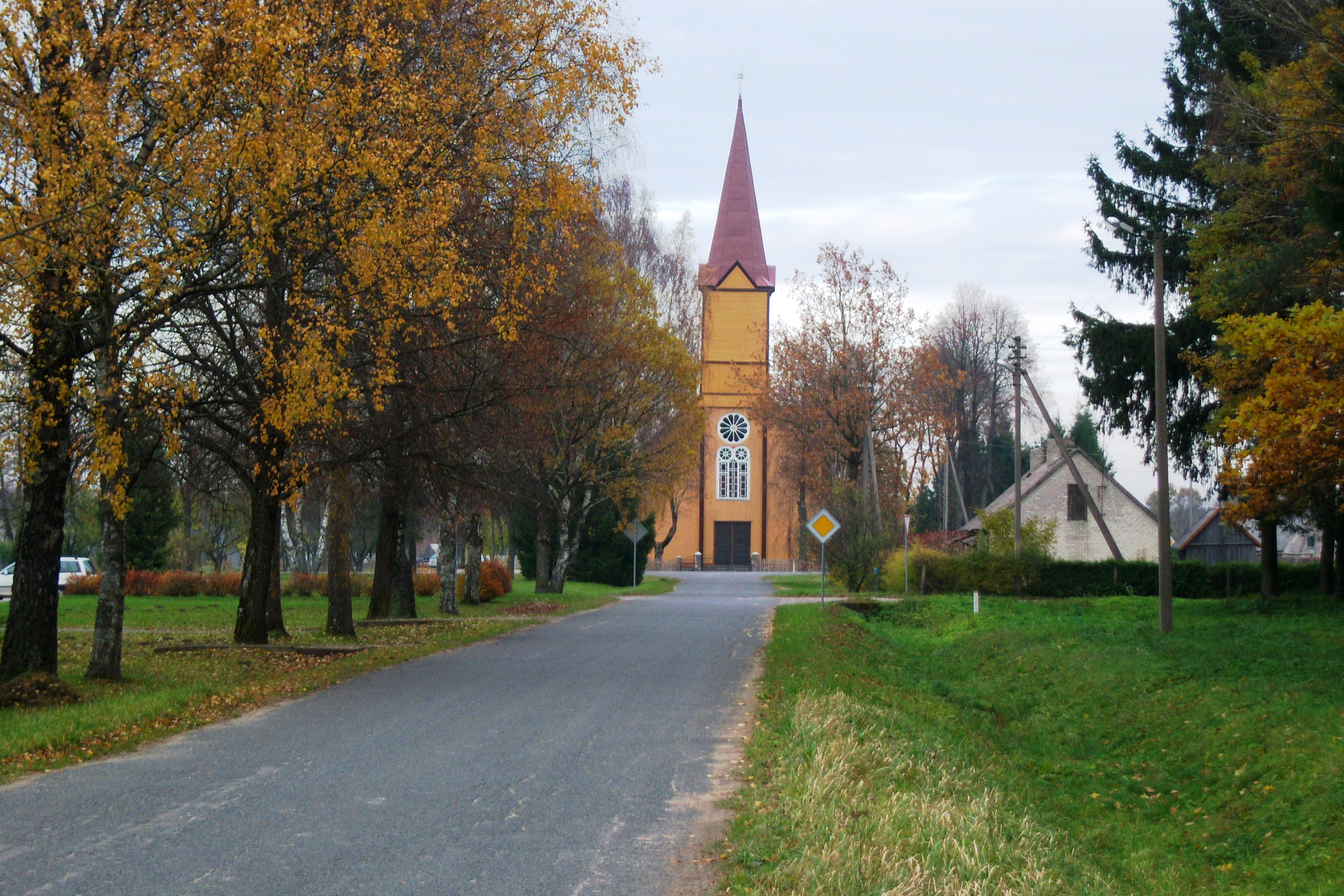
Kirche

Stalgėnai ist ein Dorf mit 415 Einwohnern (Stand 2011) in Litauen, im Amtsbezirk Stalgėnai, in der Rajongemeinde Plungė, an der Fernstraße KK164 (). Es ist das Zentrum des Amtsbezirks. Es gibt die katholische Kirche Stalgėnai (gebaut 1918), eine Hauptschule, eine Bibliothek, ein Postamt (LT-90021), die Wallburg Stalgėnai, die Minija, in die der Sausdravas und die Lukna bei Stalgėnai münden.